# صبوره
صبورة (به عربی: صبورة) یک منطقهٔ مسکونی در سوریه است که در شهرستان سلمیه واقع شده‌است.

## خصوصیات
صبورة ۷٬۱۴۱ نفر جمعیت دارد.